# 中華人民共和國價格法
中华人民共和国价格法是中華人民共和國一部有關價格的法律，該法由中华人民共和国第八届全国人民代表大会常务委员会第二十九次会议于1997年12月29日通过，自1998年5月1日起施行。該法律共有七章48条。